# Rezervația Domogled
Rezervația Domogled este o arie protejată de interes național ce corespunde categoriei a IV-a IUCN (rezervație naturală de tip mixt), situată în Banat, pe teritoriul județului Caraș-Severin.

## Localizare
Aria naturală se află în sud-estul județului Caraș-Severin la poalele Munților Cernei (grupă muntoasă a Munților Retezat-Godeanu aparținând lanțului carpatic al  Meridionalilor), pe teritoriul administrativ al orașului Băile Herculane.

## Descriere
Rezervația naturală a fost declarată arie protejată prin Legea Nr.5 din 6 martie 2000 (privind aprobarea Planului de amenajare a teritoriului național - Secțiunea a -III-a - zone protejate) și se întinde pe o suprafață de 2.382,80 ha. Aceasta este inclusă în Parcul Național Domogled - Valea Cernei.
Aria protejată (suprapusă sitului de importanță comunitară - Domogled-Valea Cernei) reprezintă un relief diversificat (doline, lapiezuri, ponoare, izbucuri, văii, peșteri, avene, abrupturi stâncoase, grohotișuri, pereți calcaroși, chei, canioane), poiene, pajiști, tufărișuri și păduri; de intres floristic, faunistic și geologic.

## Biodiversitate
Rezervația naturală fost înființată în scopul protejării biodiversității și menținerii într-o stare de conservare favorabilă a florei și faunei sălbatice aflate în sud-vestul țării, în grupa muntoasă Retezat-Godeanu.
Flora rezervației este alcătuită din specii de conifere: brad (Abies), molid (Picea abies), pin (Pinus); foioase: fag (Fagus sylvatica), carpen (Carpinus betulus), frasin (Fraxinus); specii de arbusti: vișin turcesc (Prunus mahaleb), alun turcesc (Corylus colurna); 
La nivelul ierburilor sunt întâlnite mai multe specii floristice, dintre care: garofiță pitică (Dianthus nardiformis), tămâioară (Viola jooi Janka), lăcrămioară (Convallaria majalis), brândușă galbenă (Crocus moesiacus), garofiță bănățeană (Dianthus banaticus), săbiuță (Gladiolus imbricatus), iris de munte (Iris graminea).

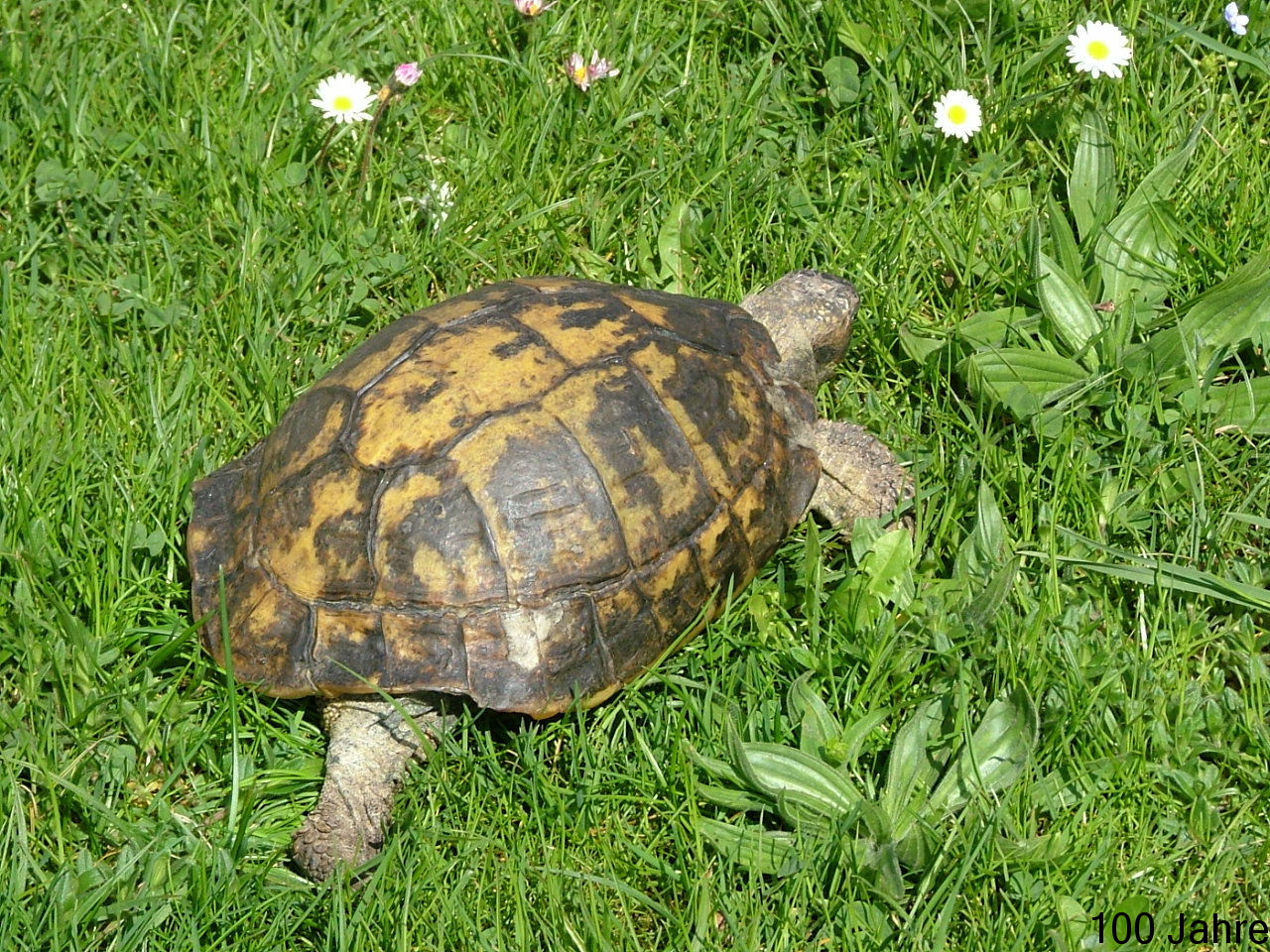
Broască țestoasă de uscat (Testudo hermanni)

Fauna este reprezentată de o gamă diversă de mamifere, păsări, reptile și amfibieni; dintre care unele protejate la nivel european sau aflate pe lista roșie a IUCN.
Specii de mamifere: urs brun (Ursus arctos), lup (Canis lupus), căprioară (Capriolus capriolus), vulpea (Vulpes vulpes crucigera), veveriță (Sciurus carolinensis), râs eurasiatic (Lynx lynx), mistreț (Sus scrofa), specii de lilieci (liliacul lui Blesius, liliacul mediteranean);
Păsări: lăstun mare (Apus apus), lăstun de stâncă (Hirundo rupestris), rândunică roșcată (Hirundo daurica), pietrarul bănățean (Oeananthe hispanica), presura bărboasă (Emberiza cirlus), corb (Corvus corax);
Reptile și amfibieni: vipera cu corn (Vipera ammodytes), scorpion (Euscorpius carpathicus), balaur (Coluber jugularis), broască-țestoasă de uscat (Testudo hermanni), broască verde de pădure.

## Căi de acces
- Din staținea balneoclimaterică Băile Herculane se urcă pe valea unde se află vechea carieră de exploatare a calcarului și se ajunge în rezervație[11].

## Monumente și atracții turistice
În vecinătatea rezervației naturale se află câteva obiective de interes istoric, cultural și turistic; astfel:
- Biserica „Schimbarea la Față” din Băile Herculane, construcție secolul al XIX-lea, monument istoric.
- Biserica romano-catolică „Sfânta Maria” din Băile Herculane, construcție 1838, monument istoric.
- Ansamblurile ("Piața Hercules" - etapa grănicerească, "Strada Cerna", ansamblurile I, II și III) de arhitectură balneară de la Băile Herculane.
- Situl arheologic de la Băile Herculane (Epoca medievală, Epoca daco-romană, Hallstatt, Epoca bronzului, Neolitic).